# Viol en Inde

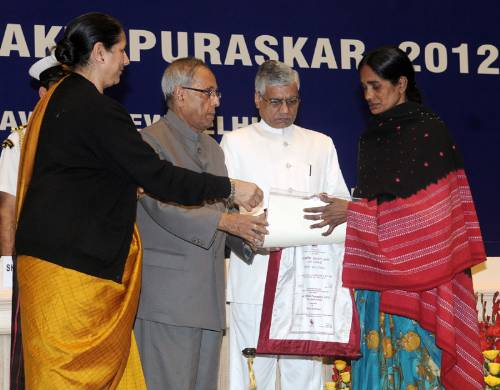
Le président de l'Inde Pranab Mukherjee remettant à titre posthume le Stree Shakti Puraskar à Jyoti Singh, surnommée Nirbhaya, victime de viol collectif à Delhi en 2012. Photographie prise le 8 mars 2013, au Vigyan Bhawan, à New Delhi.

Le viol en Inde est cité par Radha Kumar comme un des crimes les plus communs contre les femmes et par l'autorité des Nations unies par rapport aux droits humains comme « problème national ».
Durant la partition de l'Inde, le viol était un problème répandu. On estime qu'à cette époque, jusqu'à 100 000 femmes ont été enlevées et violées,. Le phénomène est sous estimé, avec des statistiques internationales très basses, mais une estimation de 2013 selon laquelle 27,5 millions de femmes étaient concernées. 
Les viols en Inde ont attiré l'attention internationale à la suite de plusieurs affaitres très médiatisées, dont en 2012 et 2014. 

## Un phénomène d'envergure, sous-déclaré
Les plaintes pour viol enregistrées par la police, qu'elles concernent des fillettes de moins de 10 ans, des personnes âgées ou des femmes d'âge intermédiaire, font apparaitre une chiffre très faible et en diminution, avec annuellement moins de 2 viols pour 100 000 habitants après une hausse entre 2001 et 2013. Toutefois, selon une étude statistique internationale, seules 1 % des victimes de violence sexuelle porteraient plainte. Le nombre de ces victimes est en 2012 estimé à 27,5 millions pour la seule tranche des 25-49 ans, alors que seulement 21 655 cas avaient été déclarés. Une part de ces sous-déclarations tiendrait au fait qu'un grand nombre de violences se produisent au sein de couples mariés, ce qui n'est alors pas considéré comme un crime. Les adolescentes entre 15 et 19 ans sontles plus touchées.Elles représentaient  25 % des victimes selon les statistiques officielles (soit 5 957 personnes) à rapprocher de leur part dans la population (9%) et avec l'estimation de 2,5 millions de personnes victimes de violences sexuelles dans cette tranche d'âge. 

## Cas notoires

### Affaire du viol collectif de New Delhi
À la suite de l'affaire du viol collectif de New Delhi, les attitudes et réactions de certaines autorités politiques et religieuses sont conservatrices :
- Abu Asim Azmi, président du parti Maharashtra Samajwadi dit : « Je soutiens la peine de mort pour les violeurs de Delhi, mais il devrait aussi y avoir une loi selon laquelle les femmes ne devraient pas porter moins de vêtements et ne devraient pas sortir avec des garçons qui ne sont pas de leur parenté. Quelle est la nécessité de se promener la nuit avec des hommes qui ne sont pas de la famille ? On devrait mettre fin à ceci. » (I support death penalty for the Delhi rapists but there should also be a law that women should not wear less clothes and roam around with boys who are not their relatives. What is the need for roaming at night with men who are not relatives? This should be stopped.)

- Mamata Banerjee, la ministre en chef du Bengale-Occidental : « Avant, si hommes et femmes se tenaient par la main, ils se seraient fait attraper et réprimander par leurs parents, mais maintenant tout est si ouvert. C'est comme un marché ouvert avec des options ouvertes. » (Earlier if men and women would hold hands, they would get caught by parents and reprimanded but now everything is so open. It’s like an open market with open options.)

- Le parlementaire Rajpal Saini : « Pourquoi les femmes au foyer et les étudiantes ont-elles besoin de téléphones portables ? Ça les encourage à des conversations futiles et à prendre contact avec des gens hors de leur foyer. » (Why do housewives and school going girls need mobiles? It encourages them to make futile small talk and get connected with people outside their homes.)

### Affaire du viol collectif de Subalpur
Après le viol de New Delhi, le parlement indien avait durci les lois concernant les sanctions contre les auteurs de violences sexuelles. Néanmoins, le 20 janvier 2014, dans un village nommé Subalpur situé dans l'État du Bengale-Occidental, une jeune femme de 20 ans a subi le viol collectif de sa communauté après une sentence rendue par le chef du village.
La victime, célibataire, avait été aperçue accompagnée d'un jeune homme issu d'un village voisin, avec qui elle entretenait une relation amoureuse. Toutefois, l'idylle a bouleversé le chef du village qui s'est empressé d'établir un conseil coutumier local. La jeune femme et son partenaire ont été ligotés à un arbre tout au long du débat entretenu par le conseil qui devait rendre son verdict sur l'avenir de ces derniers.
Une fois la sanction rendue, les deux accusés devaient payer respectivement une amende de 27000 roupies soit environ 317 euros pour être libérés. Le jeune homme s'est engagé à acquitter la somme tandis que la famille de la jeune indienne a annoncé ne pas pouvoir payer. Le chef aurait alors autorisé des villageois à violer collectivement la jeune femme. Selon des spécialistes, ce genre de châtiment est extrêmement rare dans ce village. Malgré tout, de nombreux cas semblables à celui de Subalpur avaient été recensés dans d'autres communautés tribales telles que chez les Jat de l'Haryana. 
Ce nouveau viol amplifie un peu plus les tensions entre les différents partis politiques qui ne semblent pas trouver de solutions pour appréhender ces violences.

## Législation
À la suite du viol collectif et du meurtre de l'étudiante en décembre 2012, à New Delhi, un débat s'engage en Inde, et le rapport d'une commission d'experts, dirigée par le juge Jagdish Sharan Verma, stigmatise « les biais de genre » et « l'état d'esprit de la société ». Il appelle à des « changements systémiques dans l'éducation et les comportements sociétaux ». Le 22 mars 2013, le Parlement indien adopte une loi « anti-viol » contre les agressions sexuelles. Elle condamne tous les violeurs à au moins 20 ans de prison, ou la prison à perpétuité ou à la peine de mort en cas de décès de leur victime.

### Viol conjugal
Le viol conjugal n'est pas reconnu comme un délit dans le cadre juridique indien, sauf si les époux concernés décident de suivre une procédure de divorce. Dans une étude nationale conduite entre 2019 et 2021, 4,9 % des femmes indiennes mariées déclaraient avoir subi des violences sexuelles conjugales dans les douze mois précédents, dont 12,2 % des femmes en mariage polygame.